# 帕确·阿旺济美扎巴
帕确·阿旺济美扎巴（1913年—1979年）别称土邓郎加，藏族，西藏类乌齐人，第六世帕确活佛。

## 生平
1913年出生于类乌齐的色多本家族。后来，经十三世达赖认定为帕确活佛。1950年，中国人民解放军在昌都战役中击败藏军，占领昌都后，他当选为类乌齐宗人民解放委员会主任。1956年，被任命为西藏自治区筹备委员会委员。
1959年藏区骚乱中，他也参加了“叛乱”，遂于1959年3月28日被撤销西藏自治区筹备委员会委员职务。后来，经德格·格桑旺堆和降央伯姆致信劝降，他最终投诚。1964年，当选为昌都地区政协常委。
1979年，帕确·阿旺济美扎巴在昌都圆寂。